# Listă de zile onomastice
Ziua onomastică a unei persoane este ziua în care persoana își celebrează numele, care frecvent corespunde cu numele unui sfânt care protejează persoana respectivă. Cu timpul această listă a fost completată cu nume care nu întotdeauna corespund unui sfânt.

## A
|                        |  |                                                                      |
| Abel                   |  | 1 august, 5 august, 9 decembrie                                      |
| Abraham                |  | 9 octombrie                                                          |
| Ada                    |  | 4 mai, 28 iulie                                                      |
| Adam                   |  | 15 august, 24 decembrie                                              |
| Adele                  |  | 24 decembrie                                                         |
| Adelina                |  | 2 septembrie                                                         |
| Adolf                  |  | 11 ianuarie, 30 iunie                                                |
| Adrian                 |  | 9 ianuarie, 26 august, 8 septembrie                                  |
| Agata                  |  | 5 februarie                                                          |
| Aglaia                 |  | 19 decembrie                                                         |
| Agnes                  |  | 21 ianuarie, 2 martie                                                |
| Alban                  |  | 21 iunie, 22 iunie                                                   |
| Albert/Albertus Magnus |  | 26 ianuarie, 19 septembrie, 24 octombrie, 15 noiembrie, 26 noiembrie |
| Albin                  |  | 1 martie                                                             |
| Alexandru              |  | 26 februarie, 22 aprilie, 3 mai, 10 iulie, 30 august                 |
| Alexandra              |  | 21 aprilie, 30 august                                                |
| Alexis                 |  | 17 iulie                                                             |
| Alfred                 |  | 2 februarie, 22 aprilie, 19 iulie, 28 octombrie                      |
| Amadeus                |  | 30 martie, 30 august                                                 |
| Ambrozie               |  | 7 decembrie                                                          |
| Anastasia              |  | 22 decembrie                                                         |
| Andreea                |  | 30 noiembrie                                                         |
| André                  |  | 30 noiembrie                                                         |
| Andreas / Andrei       |  | 30 noiembrie                                                         |
| Angela                 |  | 4 ianuarie, 27 ianuarie, 30 martie, 2 noiembrie                      |
| Angelika               |  | 4 ianuarie, 28 martie                                                |
| Angelina               |  | 10 decembrie                                                         |
| Anisia                 |  | 30 decembrie                                                         |
| Anita                  |  | 26 iulie                                                             |
| Anja                   |  | 26 iulie                                                             |
| Anna/Anne/Ana/Anca     |  | 9 februarie, 26 iulie, 28 august, 9 septembrie                       |
| Aneta                  |  | 26 iulie                                                             |
| Anton                  |  | 15 ianuarie, 17 ianuarie, 13 iunie                                   |
| Antonia                |  | 6 mai                                                                |
| Antonius               |  | 17 ianuarie, 12 februarie, 5 iulie, 4 septembrie, 24 octombrie       |
| Ariana                 |  | 15 iunie                                                             |
| Armand                 |  | 26 octombrie                                                         |
| Arnold                 |  | 15 ianuarie, 1 mai, 18 iulie                                         |
| Arthur                 |  | 20 octombrie, 1 noiembrie, 11 decembrie                              |
| Astrid                 |  | 10 august                                                            |
| Audrey                 |  | 23 iunie                                                             |
| August                 |  | 28 februarie, 27 mai                                                 |
| Augustin               |  | 1 mai, 26 mai, 28 august                                             |
| Aurelia                |  | 15 octombrie                                                         |
| Ava                    |  | 7 februarie                                                          |

## B
|                                      |                                                                           |
| Baltazar                             | 6 ianuarie                                                                |
| Barbara                              | 4 decembrie                                                               |
| Barnabas                             | 11 iunie                                                                  |
| Bartolomeu                           | 20 mai, 23 mai, 24 august                                                 |
| Basil                                | 1 ianuarie, 2 ianuarie                                                    |
| Beatrix                              | 2 ianuarie, 17 ianuarie, 12 martie, 29 iunie, 29 iulie, 29 august         |
| Benedict                             | 12 februarie, 21 martie, 4 aprilie, 11 iulie                              |
| Beniamin                             | 3 ianuarie, 31 martie, 19 decembrie                                       |
| Benno / Benone                       | 16 iunie, 28 iulie, 3 august, 13 decembrie                                |
| Bianca                               | 1 decembrie                                                               |
| Blanka                               | 1 decembrie                                                               |
| Blasius (Vlasie)                     | 3 februarie                                                               |
| Bonifatius                           | 19 februarie, 14 mai, 5 iunie                                             |
| Boris                                | 2 mai, 7 mai                                                              |
| Brigita (Brigitta, Brigitte, Birgit) | 1 februarie, 23 iulie, 8 octombrie                                        |
| Brunhilde                            | 6 octombrie                                                               |
| Bruno                                | 14 februarie, 9 martie, 14 iulie, 6 octombrie, 11 octombrie, 10 decembrie |
| Burkhard                             | 18 mai, 14 octombrie                                                      |

## C
|                         |                                                                                                 |
| Cecilia                 | 22 noiembrie                                                                                    |
| Camilla                 | 3 martie                                                                                        |
| Camillus Camil          | 14 iulie                                                                                        |
| Carina                  | 7 noiembrie                                                                                     |
| Carlo                   | 15 decembrie                                                                                    |
| Carla                   | 4 noiembrie                                                                                     |
| Carol                   | 28 ianuarie, 4 noiembrie                                                                        |
| Carola                  | 4 noiembrie                                                                                     |
| Carmen                  | 16 iulie                                                                                        |
| Caroline                | 4 noiembrie                                                                                     |
| Charles                 | 1 decembrie                                                                                     |
| Christa                 | 4 iunie, 4 septembrie                                                                           |
| Christian               | 4 februarie, 21 martie, 14 mai, 16 august, 3 noiembrie, 11 noiembrie, 12 noiembrie, 4 decembrie |
| Christiane              | 26 iulie, 15 decembrie                                                                          |
| Christina               | 15 decembrie, 24 iulie                                                                          |
| Christine               | 1 mai                                                                                           |
| Christoph               | 25 iunie, 24 iulie, 25 august                                                                   |
| Christophorus           | 24 iulie                                                                                        |
| Claudia                 | 20 martie, 18 mai, 6 iunie, 18 august                                                           |
| Claudiu                 | 3 iunie (vezi Claudie )                                                                         |
| Claudius                | 6 iunie                                                                                         |
| Constantin              | 21 mai                                                                                          |
| Constanța               | 21 mai                                                                                          |
| Corina                  | 22 octombrie                                                                                    |
| Cornelia                | 31 martie                                                                                       |
| Cornelius               | 16 septembrie                                                                                   |
| Chril                   | 18 martie, 27 iunie                                                                             |
| Claire / Clara / Chiara | 16 iulie                                                                                        |

## D
| Damian    | 1 noiembrie                                                  |
| Daniel    | 17 decembrie                                                 |
| Daniela   | 17 decembrie                                                 |
| Daria     | 25 octombrie, 19 martie                                      |
| David     | 1 martie, 26 iunie, 19 noiembrie, 11 decembrie, 29 decembrie |
| Denis     | 9 octombrie                                                  |
| Dezideriu | 23 mai                                                       |
| Diana     | 10 iunie                                                     |
| Dumitru   | 8 octombrie, 26 octombrie, 27 octombrie                      |
| Dominika  | 5 august                                                     |
| Dominic   | 9 martie, 8 august                                           |
| Doris     | 6 februarie                                                  |
| Dorothea  | 6 februarie, 25 iunie                                        |

## E
|            | |
| Edgar      | 8 iulie |
| Edith      | 9 august, 16 septembrie, 9 decembrie                                                                                    |
| Edmund     | 20 noiembrie, 1 decembrie                                                                                               |
| Eduard     | 5 ianuarie, 13 octombrie                                                                                                |
| Ecaterina  | 24 martie, 29 aprilie, 25 noiembrie                                                                                     |
| Elena      | 21 mai |
| Eleonora   | 27 mai |
| Eleonore   | 21 februarie, 25 iunie, 9 iulie                                                                                         |
| Elias      | 24 martie, 20 iulie |
| Elisabeta  | 20 ianuarie, 5 februarie, 28 februarie, 3 aprilie, 18 iunie, 19 iunie, 4 iulie, 5 noiembrie, 19 noiembrie, 25 noiembrie |
| Elvira     | 16 iulie, 25 august |
| Emanuel    | 1 octombrie |
| Emil       | 8 februarie, 22 mai |
| Emilia     | 22 mai |
| Emilie     | 5 ianuarie |
| Emma       | 29 iunie, 3 decembrie                                                                                                   |
| Emmanuel   | 27 februarie |
| Emmerich   | 2 septembrie, 5 noiembrie                                                                                               |
| Ephraim    | 9 iunie |
| Erasmus    | 2 iunie |
| Erik/Erich | 18 mai, 10 iulie |
| Ernesta    | 14 aprilie |
| Ernestina  | 14 aprilie |
| Ernst      | 30 iunie, 13 iulie, 7 noiembrie                                                                                         |
| Erwin      | 29 mai, 25 aprilie |
| Eugen      | 23 ianuarie, 2 iunie, 13 iulie                                                                                          |
| Eugenia    | 26 septembrie, 25 decembrie                                                                                             |
| Euphemia   | 16 septembrie |
| Eusebius   | 2 august |
| Eustachius | 20 septembrie |
| Eva        | 4 iunie, 24 decembrie                                                                                                   |

## F
|                |                                                                              |
| Fabian         | 20 ianuarie                                                                  |
| Fabiola        | 27 decembrie                                                                 |
| Felix          | 14 ianuarie, 18 mai, 30 mai, 12 iulie, 30 august, 20 noiembrie, 30 decembrie |
| Ferdinand      | 30 mai, 5 iunie                                                              |
| Filip /Philipp | 8 februarie, 3 mai, 26 mai, 18 decembrie, 16 octombrie                       |
| Florian        | 4 mai                                                                        |
| Francisc       | 4 octombrie                                                                  |

## G
|                  | |
| Gabriel          | 8 noiembrie                                                                                                 |
| Gabriela         | 8 noiembrie                                                                                                 |
| Georg / Gheorghe | 23 aprilie                                                                                                  |
| German / Hermann | 28 mai, 31 iulie                                                                                            |
| Gilbert          | 4 februarie, 6 august                                                                                       |
| Gisbert          | 7 noiembrie                                                                                                 |
| Gisela           | 13 februarie, 7 mai                                                                                         |
| Grația           | 9 iunie |
| Giulia           | 3 ianuarie                                                                                                  |
| Grigore          | 3 septembrie, 2 ianuarie, 10 ianuarie, 12 februarie, 12 martie, 25 mai, 26 august, 4 noiembrie, 8 noiembrie |

## H
|                |                                         |
| Hedviga        | 17 iulie, 16 octombrie                  |
| Heike          | 13 iulie                                |
| Helena / Elena | 21 mai                                  |
| Helga          | 7 mai, 8 iunie, 11 iunie, 11 septembrie |
| Hilda          | 12 ianuarie, 17 octombrie, 17 noiembrie |

## I
| Iraida        | 5 martie                                   |
| Ignat         | 20 decembrie                               |
| Igor          | 19 septembrie                              |
| Ilie Elias    | 20 iulie                                   |
| Inga          | 20 iunie                                   |
| Ioan / Johann | 7 ianuarie, 20 mai, 15 august, 2 iunie     |
| Irene         | 1 aprilie, 3 aprilie, 5 mai, 18 septembrie |
| Iosif         | 19 martie                                  |
| Ilaria        | 19 martie                                  |
| Iris          | 4 septembrie                               |
| Irma          | 19 februarie                               |
| Isac          | 15 mai, 19 octombrie                       |
| Isidor        | 4 aprilie, 15 mai                          |
| Iuliana       | 20 iulie                                   |

## J
|                 |                                                                                     |
| Jakob           | 20 ianuarie, 4 februarie, 11 mai, 25 iulie, 2 octombrie, 10 octombrie, 11 octombrie |
| Jakobus         | 3 mai, 23 octombrie                                                                 |
| Janina          | 12 decembrie                                                                        |
| Jean            | 19 octombrie                                                                        |
| Jeanette        | 30 mai                                                                              |
| Jeremia         | 1 mai                                                                               |
| Joachim         | 11 mai, 26 iulie, 16 august                                                         |
| Johann / Ioan   | 7 ianuarie                                                                          |
| Josef           | 28 ianuarie, 19 martie, 25 august, 11 septembrie, 15 septembrie                     |
| Josefa          | 14 februarie                                                                        |
| Joseph          | 19 martie                                                                           |
| Judas           | 28 octombrie                                                                        |
| Judith          | 29 iunie, 7 septembrie                                                              |
| Janine          | ?                                                                                   |
| Jasmin          | ?                                                                                   |
| Julia           | 20 iulie                                                                            |
| Julian          | 20 iulie                                                                            |
| Juliana         | 20 iulie                                                                            |
| Juliane         | 20 iulie                                                                            |
| Julius          | 20 iulie                                                                            |
| Justin / Iustin | 2 august                                                                            |

## K
|                     |                                     |
| Karin               | 30 aprilie                          |
| Karina              | 7 noiembrie                         |
| Karla               | 4 noiembrie                         |
| Karoline            | 28 ianuarie                         |
| Kasimir/Kazimir     | 4 martie                            |
| Katharina           | 24 martie, 29 aprilie, 25 noiembrie |
| Kathrin             | 25 noiembrie                        |
| Kilian              | 8 iulie                             |
| Klara               | 8 mai, 11 august, 21 octombrie      |
| Klaudia             | 20 martie                           |
| Klaus               | 10 septembrie, 6 decembrie          |
| Klemens             | 15 martie, 23 noiembrie             |
| Konstantin          | 21 mai                              |
| Konstanze/Konstanța | 18 februarie, 25 februarie          |
| Korbinian           | 9 septembrie, 20 noiembrie          |
| Kornelia            | 31 martie                           |
| Kornelius           | 16 septembrie                       |

## L
|                      |                                                      |  |
| Laetizia             | 5 iulie, 22 august                                   |  |
| Lambert              | 9 februarie, 17 septembrie, 18 septembrie            |  |
| Larissa              | 26 martie                                            |  |
| Ladislau, László     | 27 iunie                                             |  |
| Laurentius Laurențiu | 21 iulie, 10 august                                  |  |
| Lavinia              | 21 ianuarie                                          |  |
| Leo                  | 19 aprilie, 12 iunie, 10 noiembrie                   |  |
| Leonhard Leonard     | 6 noiembrie                                          |  |
| Leopold              | 15 noiembrie                                         |  |
| Lilli                | 4 iulie                                              |  |
| Louise               | 15 martie                                            |  |
| Lucia                | 13 decembrie                                         |  |
| Lucius               | 2 decembrie                                          |  |
| Ludmilla             | 15 septembrie                                        |  |
| Ludwig Ludovic       | 25 august, 11 septembrie, 23 octombrie, 25 octombrie |  |
| Luise                | 15 martie, 24 iulie, 17 octombrie                    |  |
| Luca                 | 4 ianuarie, 21 ianuarie, 28 ianuarie, 11 iunie       |  |
| Lukas                | 18 octombrie                                         |  |
| Luzia                | 13 decembrie                                         |  |
| Loredana/Lidia       | 3 august                                             |  |

## M
|                  |                                                    |
| Melinda          | 2 decembrie                                        |
| Magdalena        | 22 iulie                                           |
| Manuela          | 1 ianuarie                                         |
| Manuel           | 1 ianuarie                                         |
| Marc             | 30 septembrie                                      |
| Marcel           | 16 ianuarie                                        |
| Marcella/Marcela | 31 ianuarie                                        |
| Margareta        | 22 februarie, 10 iunie, 16 octombrie, 16 noiembrie |
| Margarete        | 20 iulie, 26 august, 29 octombrie                  |
| Maria            | 15 august, 8 septembrie,                           |
| Maria Anna       | 26 mai                                             |
| Marian           | 24 aprilie, 22 decembrie                           |
| Marianna         | 26 mai                                             |
| Mariella         | 24 noiembrie                                       |
| Marina           | 17 iulie                                           |
| Marius           | 19 ianuarie                                        |
| Marko (Markward) | 27 februarie                                       |
| Marcu            | 19 ianuarie, 4 martie                              |
| Marin            | 3 septembrie                                       |
| Martha           | 19 ianuarie, 29 iulie                              |
| Martin           | 13 aprilie, 3 noiembrie, 11 noiembrie              |
| Martina          | 30 ianuarie                                        |
| Mathilde         | 14 martie                                          |
| Matthäus         | 21 septembrie                                      |
| Matei            | 7 ianuarie, 11 februarie, 18 februarie             |
| Matthias         | 24 februarie                                       |
| Maurus           | 15 ianuarie                                        |
| Maximilian       | 14 august, 21 august, 12 octombrie                 |
| Melanie          | 31 decembrie                                       |
| Melchior         | 6 ianuarie, 7 septembrie                           |
| Mirela           | 15 august, 8 septembrie                            |
| Mercedes (nume)  | 24 septembrie                                      |
| Mihai            | 29 septembrie, 8 noiembrie                         |
| Mihaela          | 24 august, 08 noiembrie                            |
| Mildred          | 13 iulie                                           |
| Milena           |                                                    |
| Minodora         | 10 septembrie                                      |
| Mira             | 14 ianuarie, 30 aprilie, 5 mai, 20 mai, 29 iulie   |
| Miriam           | 26 august                                          |
| Miron            | 17 august                                          |
| Mioara           | 21 ianuarie                                        |
| Monica           | 27 august, 4 mai                                   |
| Moses/Moise      | 7 februarie                                        |

## N
|                 |                         |
| Nadja/Nadia     | 17 septembrie, 1 august |
| Nadine          | 12 septembrie           |
| Natalie/Natalia | 08 septembrie           |
| Nicola          | 6 decembrie             |
| Nicole          | 6 decembrie             |
| Nicolae         | 6 decembrie             |
| Nina            | 8 mai, 15 decembrie     |
| Noah/Noe        | 16 decembrie            |
| Norbert         | 6 iunie                 |

## O
|                    |                        |
| Olga               | 11 iulie, 21 iulie     |
| Olimpia, Olimpiada | 25 iulie, 22 octombrie |
| Oliver             | 10 iulie, 11 iulie     |
| Olivia             | 10 iunie               |
| Oskar              | 3 februarie            |
| Otto               | 30 iunie               |
| Otilia             | 18 iulie               |

## P
|                   |                                                        |
| Patricia          | 13 martie, 25 august                                   |
| Patrick           | 17 martie, 2 februarie                                 |
| Paul/Pavel        | 29 iunie                                               |
| Paula             | 29 iunie                                               |
| Pauline           | 29 iunie                                               |
| Paulus            | 29 iunie                                               |
| Peter/Petru/Petre | 29 iunie                                               |
| Petrus            | 29 iunie                                               |
| Petra             | 29 iunie                                               |
| Petrus            | 29 iunie                                               |
| Philipp /Filip    | 8 februarie, 3 mai, 26 mai, 18 decembrie, 16 octombrie |
| Pia               | 6 ianuarie, 19 ianuarie                                |
| Procopie          | 27 februarie                                           |

## R
| Raluca          | 17 ianuarie, 30 august                                      |
| Radu            | 16 august, 16 februarie                                     |
| Ramona          | 23 ianuarie, 20 iulie                                       |
| Raphael         | 29 septembrie                                               |
| Raphaela        | 6 ianuarie                                                  |
| Rebekka/Rebeca  | 23 martie, 30 august, 2 septembrie, 12 septembrie           |
| Regina          | 18 ianuarie, 1 iunie, 22 august, 7 septembrie, 20 decembrie |
| Regine          | 10 mai                                                      |
| Robert          | 26 ianuarie, 27 martie, 29 aprilie, 7 iunie, 17 septembrie  |
| Roger           | 4 ianuarie, 5 ianuarie, 1 martie                            |
| Roman           | 16 martie, 1 octombrie, 18 noiembrie                        |
| Ronald          | 20 august                                                   |
| Rosa/Roza       | 23 august, 4 septembrie, 7 octombrie                        |
| Rudolf /Rudolph | 17 aprilie, 26 iunie, 6 noiembrie                           |

## S
|                |                                        |
| Sabina         | 29 august                              |
| Samuel         | 28 octombrie                           |
| Sandra         | 4 iulie                                |
| Sara           | 13 iulie, 9 octombrie                  |
| Sebastian      | 20 ianuarie                            |
| Sergiu         | 16 aprilie, 25 septembrie, 7 octombrie |
| Severin        | 8 ianuarie, 23 octombrie               |
| Sigismund      | 1 mai, 2 mai                           |
| Silvana        | 28 februarie                           |
| Silvestru      | 31 decembrie                           |
| Silvia         | 2 ianuarie, 3 noiembrie                |
| Sina           | 11 martie                              |
| Simon          | 18 februarie, 28 octombrie             |
| Sonia          | 15 mai                                 |
| Sofia          | 15 mai                                 |
| Sophie         | 15 mai, 3 septembrie, 30 septembrie    |
| Stanislaus     | 11 aprilie, 7 mai, 5 august            |
| Stefania       | 27 decembrie                           |
| Ștefan         | 27 decembrie                           |
| Stella/Stela   | 26 noiembrie                           |
| Susanne/Suzana | 24 mai, 11 august                      |

## T
| Tiberiu              | 14 aprilie                                                                          |
| Tamara               | 29 decembrie                                                                        |
| Tanja/Tania          | 12 ianuarie                                                                         |
| Tatjana/Tatiana      | 12 ianuarie                                                                         |
| Teresa/Tereza        | 26 august                                                                           |
| Theo                 | 11 ianuarie                                                                         |
| Theodor Teodor Tudor | 16 august, 19 septembrie, 9 noiembrie                                               |
| Therese              | 15 octombrie                                                                        |
| Theresia             | 30 septembrie                                                                       |
| Thomas Toma          | 28 ianuarie, 22 iunie, 3 iulie, 25 iulie, 22 septembrie, 29 decembrie, 21 decembrie |
| Tim                  | 25 ianuarie                                                                         |
| Timotheus            | 23 august                                                                           |
| Titus                | 26 ianuarie                                                                         |
| Tobias               | 3 martie, 13 septembrie                                                             |

## V
|                        |                                                                        |
| Valentin               | 7 ianuarie, 14 februarie                                               |
| Valeria                | 4 mai, 20 mai                                                          |
| Valerie                | 9 decembrie                                                            |
| Vasile                 | 1 ianuarie                                                             |
| Vera                   | 24 ianuarie                                                            |
| Verena                 | 1 septembrie                                                           |
| Veronica               | 4 februarie, 27 februarie, 9 iulie                                     |
| Victor, Victoria       | 22 septembrie, 30 septembrie, 10 octombrie, 17 noiembrie, 23 decembrie |
| Viola, Viorica, Viorel | 3 mai                                                                  |
| Virginia               | 7 ianuarie                                                             |
| Vitalie                | 28 aprilie                                                             |
| Viviana, Vivien        | 2 decembrie                                                            |
| Vlad, Vladimir         | 24 mai, 15 iulie                                                       |

## X
|       |             |
| Xenia | 24 ianuarie |

## Z
|           |                       |
| Zacharias | 15 martie 5 noiembrie |
| Zeno      | 12 aprilie            |
| Zita      | 27 aprilie            |
| Zoe       | 14 ianuarie           |
| Zoltan    | 8 martie              |
| Zoticus   | 31 decembrie          |
| Zsombor   | 8 noiembrie           |